# Danny Philip
Danny Philip (1951) es un político y diplomático de las Islas Salomón, que ocupó el cargo de primer ministro desde el 25 de agosto de 2010 hasta el 16 de noviembre de 2011.  Anteriormente fue ministro de Asuntos Exteriores de 1995 a 1996 y desde julio de 2000 a julio de 2001. Además fue líder del Partido Progresista del Pueblo entre 1997 y 2000.

## Carrera política
Previamente Philip permaneció por cuatro mandatos en el Parlamento Nacional de las Islas Salomón de 1984 a 2001. Entre 1984 y 1993 representó a la circunscripción de Vona-Rendova-Tetepare. En las siguientes dos elecciones fue elegido por la circunscripción de South New Georgia-Rendova-Tetepare. En 2010 fue de nuevo elegido por esa circunscripción.

## Primer ministro
Philip fue elegido Primer ministro el 25 de agosto de 2010, tras las elecciones de ese mes. Apoyado por el grupo autodenominado Pacific Casino camp, consiguió derrotar a Steve Abana, líder del Partido Democrático de las Islas Salomón, por estrecho margen, sólo tres votos: 26 contra los 23 de Abana.  Remplazó a Derek Sikua en el cargo. En su discurso de investidura declaró que su principal prioridad era la formación de un nuevo gobierno basado en el mérito, además de que el gobierno apoyaría el proceso de reforma constitucional. En noviembre de 2011 tuvo que dimitir ante las acusaciones de mal uso de las donaciones enviadas por Taiwán. Le sustituyó su compañero de partido Gordon Darcy Lilo.